# Krajta angolská
Krajta angolská (Python anchietae Bocage, 1887) je had, patřící mezi nejmenší druhy z rodu Python. Dorůstá do velikosti 140–150 cm, výjimečně 180 cm.

## Stanoviště
Ideálním biotopem jsou pro ní vyhřáté kamenité stráně, na kterých se střídají suché a horké dny se studenými nocemi.

## Areál rozšíření
Krajta angolská obývá především oblast Angoly a ze sousedních zemí Namibie.

## Popis
- Hlava je výrazně oddělena od těla, vzezřením i velice mírnou povahou připomíná svoji nejbližší příbuznou krajtu královskou. Podobně jako ona se při podráždění stáčí do pevné koule.
- Její zbarvení je hnědočervené s bílými až nažloutlými, černě lemovanými skvrnami. Na temeni hlavy má černě lemovanou trojúhelníkovou kresbu, s bílou skvrnou uprostřed. Žlutavé břicho je poseté hnědými, až černými skvrnkami.
- Má výrazné tepločivné jamky.

## Potrava
V přírodě hlavně drobnější hlodavci, velice často uloví i různé ptáky. V zajetí se spokojí (tak jako i někteří jiní hadi) pouze s myšmi.

## Chov v zajetí
Pro chov tohoto terestrického hada postačí teráriem menších rozměrů, s písčitým dnem a nezbytnou miskou s vodou. Nezbytné jsou však vyšší denní teploty 29–32 °C. Vlhkost nevyžaduje nijak vysokou, spokojí se s pouhými 40–50 % relativní vlhkosti. Při potížích se svlékáním staré pokožky je však vhodné opatrným rosením vlhkost v teráriu mírně zvýšit. Kromě sálavého tepla ze žárovky je krajta angolská vděčná také za topný kámen. Teplotu v nočních hodinách je možné snížit až pod 20 °C. To u tohoto druhu velice kladně stimuluje páření. Zhruba po dvou měsících se pak mohou líhnout mladé krajty.
Přestože s chovem krajty angolské nebývají zpravidla velké potíže a její malá velikost a mírná povaha bez náznaků agresivity ji přímo předurčuje pro chov v teráriích, přesto je tento had jen ojediněle v nádržích našich teraristů. Důvodem je neutěšený stav těchto krajt v přírodě a s tím spojené problémy s dovozem. Zatímco v Namibii je krajta angolská přísně chráněná a vývoz ze země je drasticky omezen zákonem, v Angole je vývoz znemožněn díky neustálým bojům a roztržkám v této zemi.